# Curriea polaszeki
Curriea polaszeki är en stekelart som beskrevs av Falco 2000. Curriea polaszeki ingår i släktet Curriea och familjen bracksteklar. Inga underarter finns listade i Catalogue of Life.